# 羅伯·奧利佛
羅伯·奧利佛（英語：Rob Oliver，1977年—）是一名美國動畫導演，因執導情境喜劇《辛普森一家》的部分集數而知名。在長期從事該節目的過程中，他還擔任過角色布置藝術家、故事板藝術家、助理導演、第二單元導演和技術總監。他於1995年從奧沃索高中畢業，第二年被雇用為《辛普森一家》畫人物。他已經參與了數百集的工作。奧利佛還參與《辛普森一家》的廣告、DVD目錄、DVD外盒和該品牌的消費產品。他的雷諾Kangoo廣告是真人和動畫的結合。他因執導《辛普森一家》的其中一集「未來的假期過去了」而獲得艾美獎提名。他自己構思了這一集的許多視覺效果，同時為其製作故事板。他的兩位藝術家——查爾斯·拉金斯（Charles Ragins）和迪馬·馬拉尼切夫（Dima Malanitchev）因其在《辛普森一家》的「恐怖樹屋24」中的工作而獲得艾美獎。

## 外部連結
- 羅伯·奧利佛在互联网电影资料库（IMDb）上的資料（英文）